# Institut Niels Bohr
L'Institut Niels Bohr, conegut com a NORDITA (acrònim danès de Nordisk Institut for Teoretisk (Atom)fysik; en català Institut Nòrdic de Física Teòrica), és una organització internacional per a la investigació en física teòrica fundada el 1957 per Niels Bohr i el ministre suec Torsten Gustafsson.
En els seus inicis estava localitzat a Copenhaguen però es va traslladar a Estocolm durant la tardor del 2006. Les seves principals àrees d'investigació són astrofísica, biofísica, matèria condensada i física de partícules.

## Formació
L'academia Real Danesa de Ciències va proporcionar a Niels Bohr ajuda financera per crear l'institut. Però la majoria de l'aportació econòmica va ser de la cerveseria Carlsberg.

## Finançament
NORDITA és finançat pels països nòrdics. Una meitat és aportada pel Consell de Ministres Nòrdics i l'altra meitat es reparteix entre la KTH i la Universitat d'Estocolm. L'any 2007 va rebre 23 milions de corones sueques, que són 2.521.055,80 €.